# Stade Bruno-Recchioni
Le stade Bruno-Recchioni (en italien : Stadio Bruno Recchioni), auparavant connu sous le nom de stade polysportif del Littorio (en italien : Stadio polisportivo del Littorio) et de stade Sandro Italico Mussolini (en italien : Stadio Sandro Italico Mussolini), est un stade de football italien situé dans la ville de Fermo, dans les Marches.
Le stade, doté de 8 920 places et inauguré en 1932, sert d'enceinte à domicile à l'équipe de football du Fermana Football Club.
Il porte le nom de Bruno Recchioni, soldat italien mort le 24 septembre 1943 en Grèce sur l'île de Céphalonie avec 5 000 autres Italiens de la 33e division d'infanterie Acqui, tués par les nazis pour avoir refusé de remettre leurs armes après l'armistice du 8 septembre 1943 pendant la Seconde Guerre mondiale.

## Histoire
Les travaux du stade débutent en 1930 pour s'achever deux ans plus tard en 1932. Il porte alors le nom de Stadio polisportivo del Littorio et ne dispose pas à l'époque de tribunes pour spectateurs.
En 1934, il est agrandi et réinauguré par le ministre Araldo di Crollalanza sous un nouveau nom, le Stadio Sandro Italico Mussolini.
En 1946, le stade change à nouveau de nom pour s'appeler le Stadio Bruno Recchioni.

## Installations
Les tribunes latérales en béton armé sont construites en 1994, puis couvertes en 1998. Les deux virages (l'ouest en béton et l'est en métal) et le bloc sud est rénové en 1999 pour la rénovation complète de l'installation à l'occasion de la promotion en Serie B du Fermana Calcio. La capacité totale est alors portée à 8 920 places assises (dont seulement 8 020 accessibles), les dimensions du terrain de jeu est agrandie et le stade s'équipe d'un système d'éclairage artificiel (avec alimentation autonome via un générateur) qui délivre jusqu'à 700 lux, adapté à la télévision en direct avec des images numériques haute définition.
De la structure d'origine de 1933-34, il ne reste que la tribune centrale historique en béton armé, car elle représente une construction particulièrement futuriste et techniquement intéressante pour l'époque (toit en porte-à-faux en béton armé avec tirants métalliques), ainsi que comme l'auvent en arc et l'escalier d'entrée sur la viale Trento (tous conçus par l'architecte Lino Fagioli).

## Événements

### Matchs internationaux de football
| Date              | Compétition                | Équipes                              | Score | Affluence |
| ----------------- | -------------------------- | ------------------------------------ | ----- | --------- |
| 11 octobre 2000   | Qualifs. Euro espoirs 2002 | Italie espoirs — Géorgie espoirs     | 3-2   | —         |
| 15 novembre 2005  | Qualifs. Euro espoirs 2006 | Italie espoirs — Hongrie espoirs     | 1-0   | —         |
| 16 septembre 2007 | Qualifs. Euro espoirs 2009 | Italie espoirs — Azerbaïdjan espoirs | 5-0   | —         |
| 17 novembre 2010  | Match amical               | Italie espoirs — Turquie espoirs     | 2-1   | —         |

## Galerie

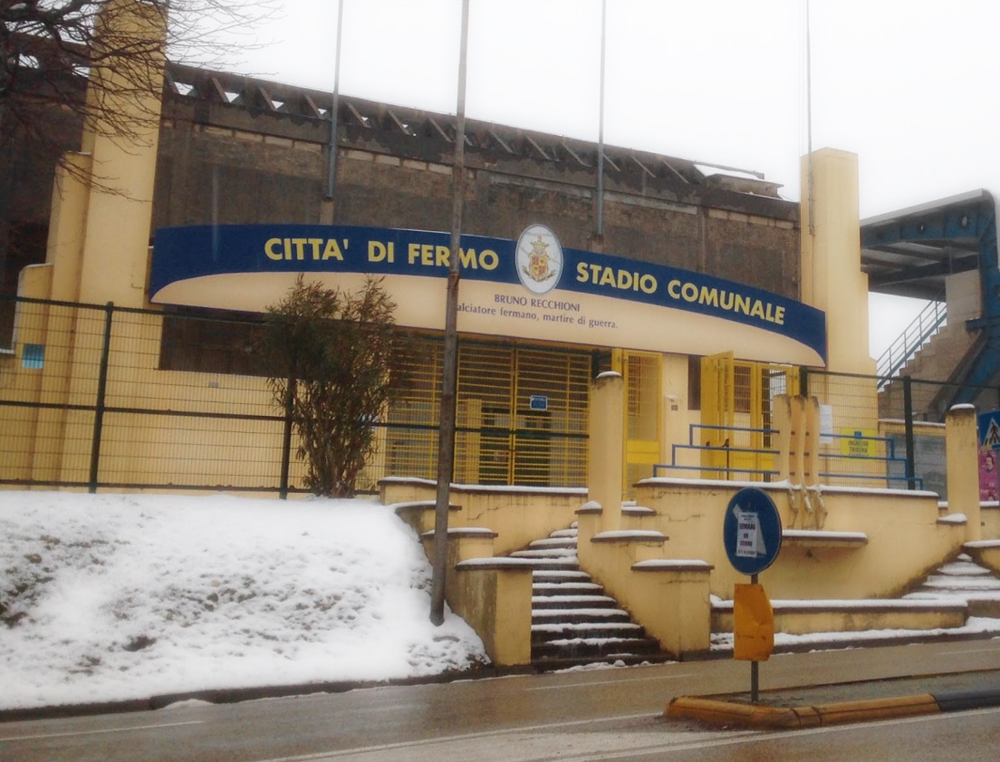
Tribune centrale
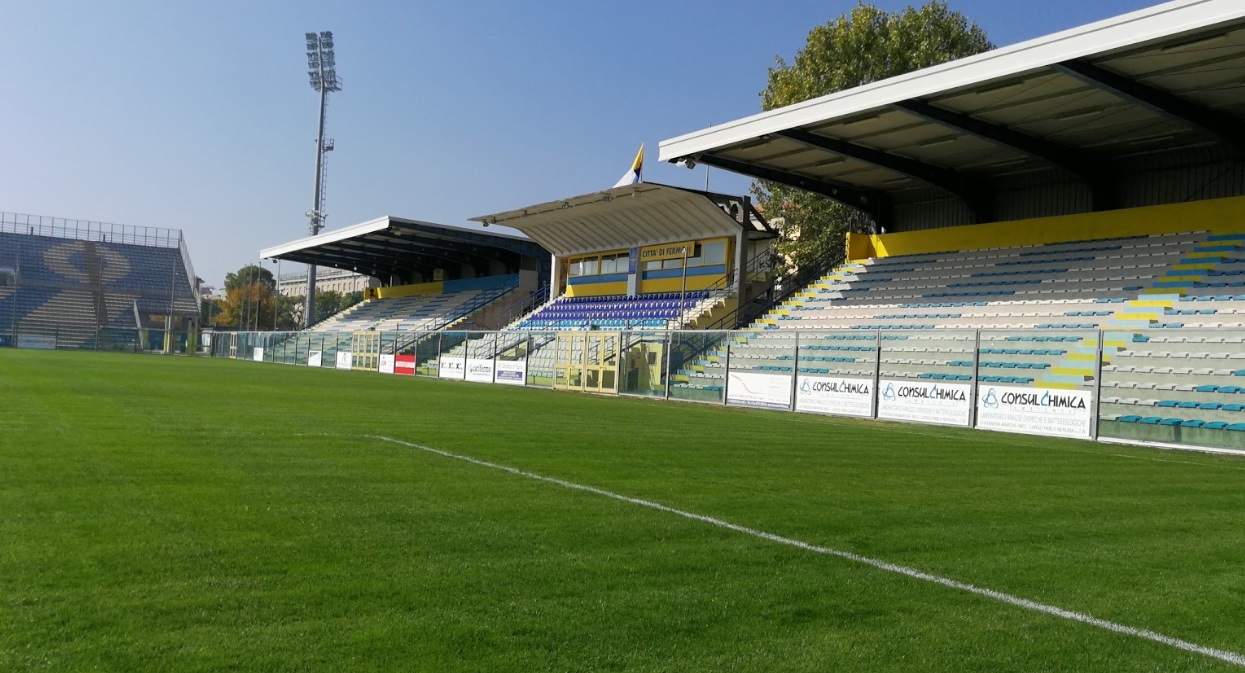
Tribune latérale
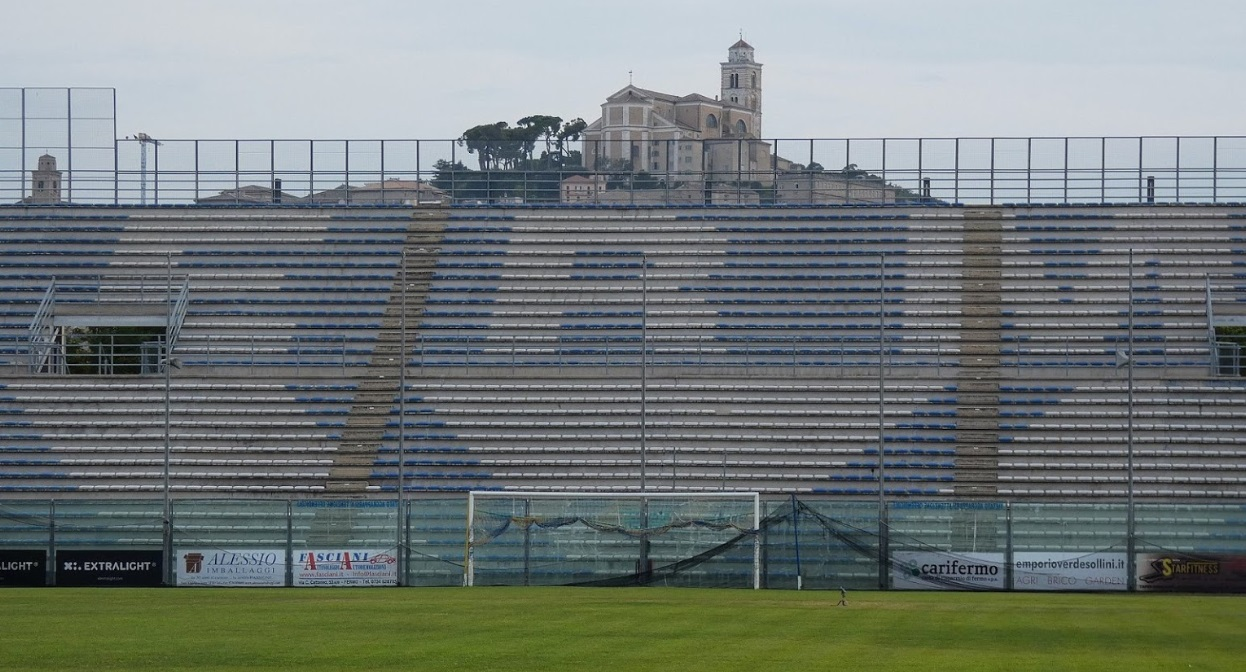
Virage ouest
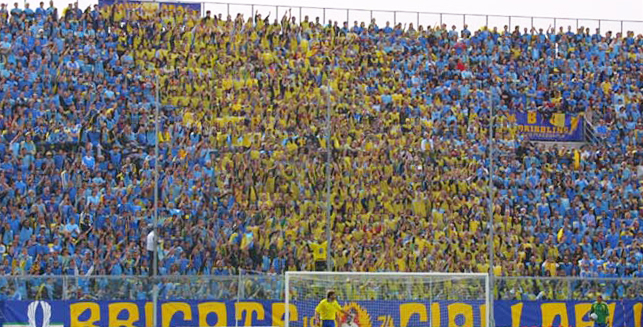
« Tifo » des supporters
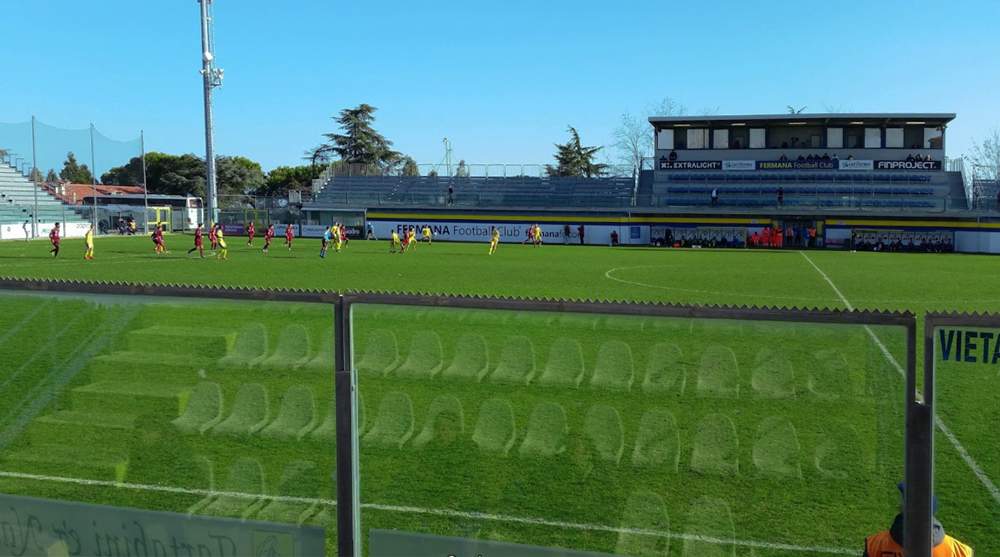
Tribune de presse